# O Céu Explica Tudo
O Céu Explica Tudo é o quarto álbum ao vivo da dupla sertaneja Henrique & Juliano, lançado em 7 de julho de 2017 pela Som Livre. O projeto, registrado no Citibank Hall, em São Paulo, nos dias 20 e 21 de janeiro de 2017, teve um cenário mais simples, porém não menos elogiado, feito pelo Zé Carratu, um grande lustre enfeitou o palco, materiais orgânicos foram usados e dois grandes painéis de LED, um do lado do Henrique e outro do lado do Juliano.
As faixas de destaque são "Vidinha de Balada" (com mais de 52 milhões de visualizações no YouTube), "Aquela Pessoa", "Não Passa Vontade", "De Trás Pra Frente" e "Mais Amor e Menos Drama".

## Lista de faixas
| CD  |                           |                                                                               |         |  |
| N.º | Título                    | Compositor(es)                                                                | Duração |  |
| 1.  | "Não Passa Vontade"       | Danilo Davilla Elcio Di Carvalho Junior Pepato Lari Ferreira Thales Lessa     | 2:35    |  |
| 2.  | "Vidinha de Balada"       | Diego Silveira Lari Ferreira Nicolas Damasceno Rafael Borges                  | 3:06    |  |
| 3.  | "Aquela Pessoa"           | Elcio Di Carvalho Lari Ferreira Thales Lessa                                  | 2:43    |  |
| 4.  | "De Trás Pra Frente"      | Danilo Davilla Elcio Di Carvalho Junior Pepato Lari Ferreira Thales Lessa     | 2:37    |  |
| 5.  | "O Céu Explica Tudo"      | Diego Silveira Lari Ferreira Rafael Borges Thales Lessa                       | 2:24    |  |
| 6.  | "Maquiagem Não Disfarça"  | Hiago Vinícius                                                                | 2:46    |  |
| 7.  | "Modo Sofrimento"         | Gabriel Agra Philipe Pancadinha Victor Hugo                                   | 2:40    |  |
| 8.  | "Na Boa"                  | Hiago Hesser Hiago Vinicius Juan Marcus Lucas Lima Natanael Silva Thiago Lima | 2:42    |  |
| 9.  | "5 Km"                    | Danilo Davilla Ellen Nery                                                     | 2:50    |  |
| 10. | "Vem Pra Minha Vida"      | Lucas Santos Rafael Torres                                                    | 3:11    |  |
| 11. | "Faz do Seu Jeito"        | André Vox Lucas Santos Samuel Deolli                                          | 2:32    |  |
| 12. | "Bebida Com Saudade"      | Douglas Mello Flavinho Tinto Nando Marx Philipe Pancadinha Victor Hugo        | 2:48    |  |
| 13. | "Mais Amor e Menos Drama" | Michel Alves Philipe Pancadinha Victor Hugo                                   | 2:48    |  |
| 14. | "Amor Não É Só Love"      | Cristhyan Ribeiro Michel Alves Ruan Soares                                    | 2:59    |  |

| DVD / Download digital |                           |                                                     |         |  |
| N.º                    | Título                    | Compositor(es)                                      | Duração |  |
| 1.                     | "Não Passa Vontade"       |                                                     |         |  |
| 2.                     | "Meu Amor"                | Dé Padilha Liandro Léo Camaro Rodrigo Wesley        |         |  |
| 3.                     | "De Trás Pra Frente"      |                                                     |         |  |
| 4.                     | "Vidinha de Balada"       |                                                     |         |  |
| 5.                     | "O Céu Explica Tudo"      |                                                     |         |  |
| 6.                     | "Aquela Pessoa"           |                                                     |         |  |
| 7.                     | "Modo Sofrimento"         |                                                     |         |  |
| 8.                     | "Bebida Com Saudade"      |                                                     |         |  |
| 9.                     | "Maquiagem Não Disfarça"  |                                                     |         |  |
| 10.                    | "Tinta de Amor"           | Ivan Medeiros Marcelo Melo Théo Jose Vivi Abreu     |         |  |
| 11.                    | "Faz do Seu Jeito"        |                                                     |         |  |
| 12.                    | "Na Boa"                  |                                                     |         |  |
| 13.                    | "Zé Ruela"                | Spartaco Victor Hugo                                |         |  |
| 14.                    | "Vem Pra Minha Vida"      |                                                     |         |  |
| 15.                    | "5 Km"                    |                                                     |         |  |
| 16.                    | "Mais Amor e Menos Drama" |                                                     |         |  |
| 17.                    | "Amor Não É Só Love"      |                                                     |         |  |
| 18.                    | "3 Horas de Motel"        | Caco Nogueira Graciano Teg Leandro Rojas Thiago Teg |         |  |

| DVD (Extras) |             |         |  |
| N.º          | Título      | Duração |  |
| 19.          | "Making Of" |         |  |

## Recepção
- Em 2024, o Spotify completou 10 anos no Brasil e O Céu Explica Tudo ficou entre os 10 álbuns mais ouvidos da década na plataforma.[4]

### Desempenho nas tabelas musicais
| Tabela musical                       | Melhor posição   |
| Tabelas Semanais                     | Tabelas Semanais |
| ------------------------------------ | ---------------- |
| Apple Music (Brazilian Albums Chart) | 2                |
| Spotify (Top 10 Albums Global)       | 10               |

### Certificações
| País (Provedor)                                              | Certificação | Unidades/vendas certificadas |
| ------------------------------------------------------------ | ------------ | ---------------------------- |
| Brasil (Pro-Música Brasil)                                   | Diamante     | ±300 000                     |
| Dados de vendas + streaming baseados apenas na certificação. |              |                              |